# Península de Osa
A península de Osa está localizada no sudoeste da Costa Rica, América Central, na província de Puntarenas, com o Oceano Pacífico a oeste e o Golfo Dulce a leste. A península foi formada geologicamente por um sistema de falhas que se estende para o norte na Califórnia.
A península é o lar de pelo menos metade de todas as espécies que vivem na Costa Rica. A principal cidade na península é Puerto Jimenez, que tem o seu próprio aeroporto e fornece acesso ao Parque Nacional Corcovado, bem como às aldeias costeiras de Cabo Matapalo e Carate.